# Ягодное (Кировоградская область)
Ягодное (укр. Ягідне) — село в Приютовской поселковой общине Александрийского района Кировоградской области Украины.
Население по переписи 2001 года составляло 22 человека. Почтовый индекс — 28035. Телефонный код — 5235. Код КОАТУУ — 3520386208.